# Pentium III
Il Pentium III (talvolta abbreviato in "P3") fu un microprocessore x86 sviluppato da Intel come successore del Pentium II, e arrivò sul mercato il 26 febbraio 1999.
Al pari del suo predecessore era basato sull'architettura P6 che era stata introdotta per la prima volta con il processore Pentium Pro, inizialmente destinato a sostituire il primo Pentium ma poi relegato al mercato di fascia alta, specialmente quello server e workstation.
Le prime versioni erano molto simili ai Pentium II: la maggiore differenza era il supporto delle istruzioni SSE e l'introduzione, nelle prime versioni, di un numero di serie unico per ogni processore; tale caratteristica venne rimossa poi nei modelli successivi a causa delle proteste del pubblico che vedevano in tale codice identificativo una possibile violazione della privacy.
A partire dalla seconda generazione del Pentium III venne anche abbandonato lo Slot 1 per la connessione del processore alla scheda madre, in favore di un ritorno ad un socket di tipo tradizionale, il nuovo 370.

## Caratteristiche tecniche

### Katmai
Il core Katmai era alla base della prima generazione del Pentium III ed era in sostanza una evoluzione del core Deschutes (alla base dell'ultima generazione del Pentium II), quindi costruito mediante il processo produttivo a 250 nm, con l'aggiunta delle istruzioni SSE ed un migliorato controllo della memoria cache L2 da 512 KB. Fu inoltre l'ultima CPU Intel ad adottare ancora lo Slot 1.

### Coppermine
Dopo poco più di 6 mesi dal lancio di Katmai, arrivò il core Coppermine decisamente più rivoluzionario: era basato sul nuovo processo produttivo a 180 nm e integrava la cache L2 direttamente nel die del processore; tale soluzione tecnica limitò la dimensione della cache L2 a 256 KB ma consentì il suo funzionamento alla stessa velocità della CPU e non alla metà come nelle soluzioni precedenti, ottenendo quindi un complessivo aumento delle prestazioni.

### Tualatin
L'ultima generazione del Pentium III era basata sul core Tualatin, che era in sostanza un die shrink di Coppermine a 130 nm. Grazie al nuovo processo produttivo fu possibile, in un secondo tempo, offrire anche versioni dotate di 512 KB di cache L2 (chiamate commercialmente Pentium III-S), ovvero lo stesso quantitativo presente nella prima generazione, ma questa volta integrato direttamente nella CPU. La frequenza massima raggiunta dai modelli in commercio fu di 1,4 GHz e tale limite fu posto da Intel più per ragioni commerciali che tecniche; in passato era successo che alcune versioni del processore economico Celeron erano in grado di competere con i ben più blasonati modelli di Pentium II e tale "concorrenza interna" si stava ripetendo tra il core Tualatin e il primo Pentium 4 Willamette (sul mercato parallelamente) e che a parità di clock era più lento. Per non affossare le vendite del Pentium 4 Intel decise di non presentare versioni di Tualatin con frequenze maggiori di quelle utilizzate per il core Willamette.

## Galleria d'immagini

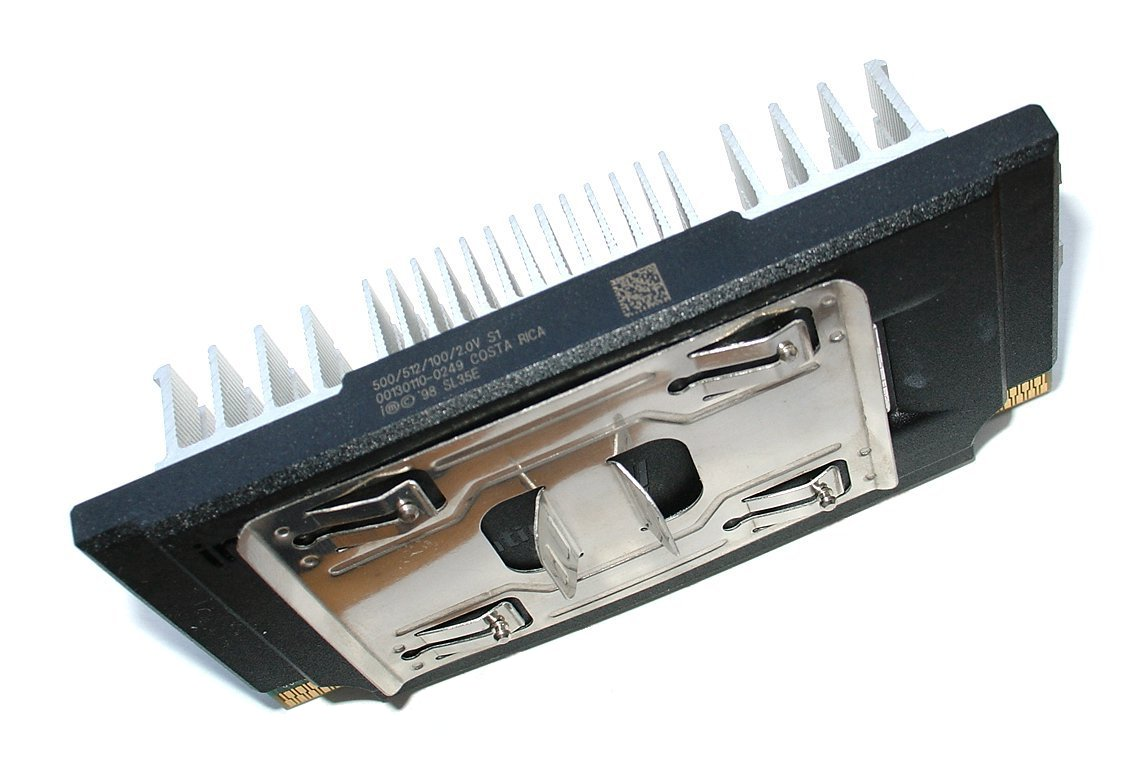
Pentium III Katmai con dissipatore
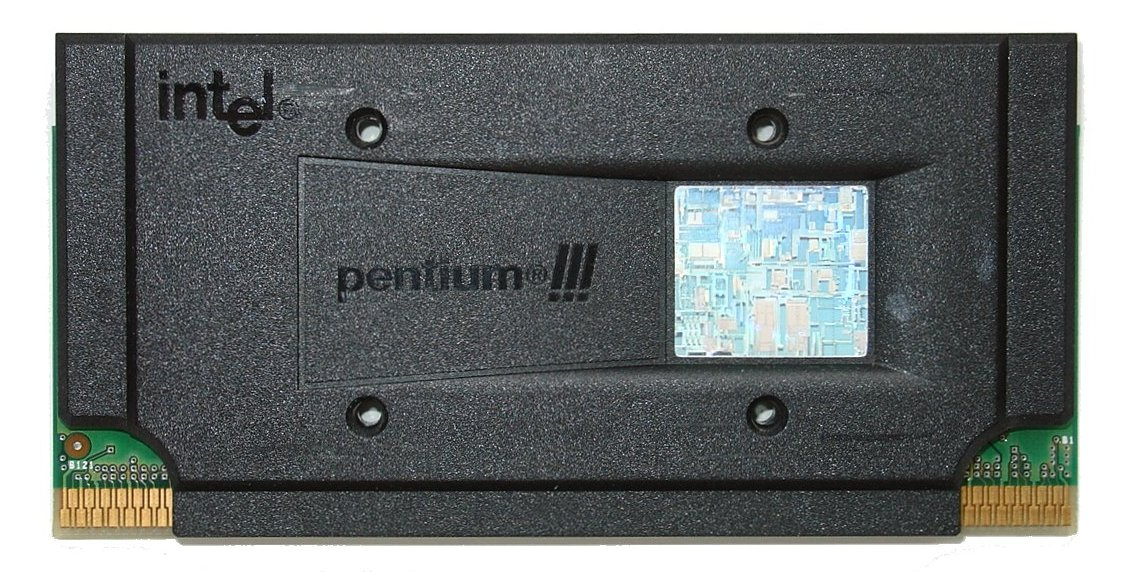
Il cover del Pentium III Katmai
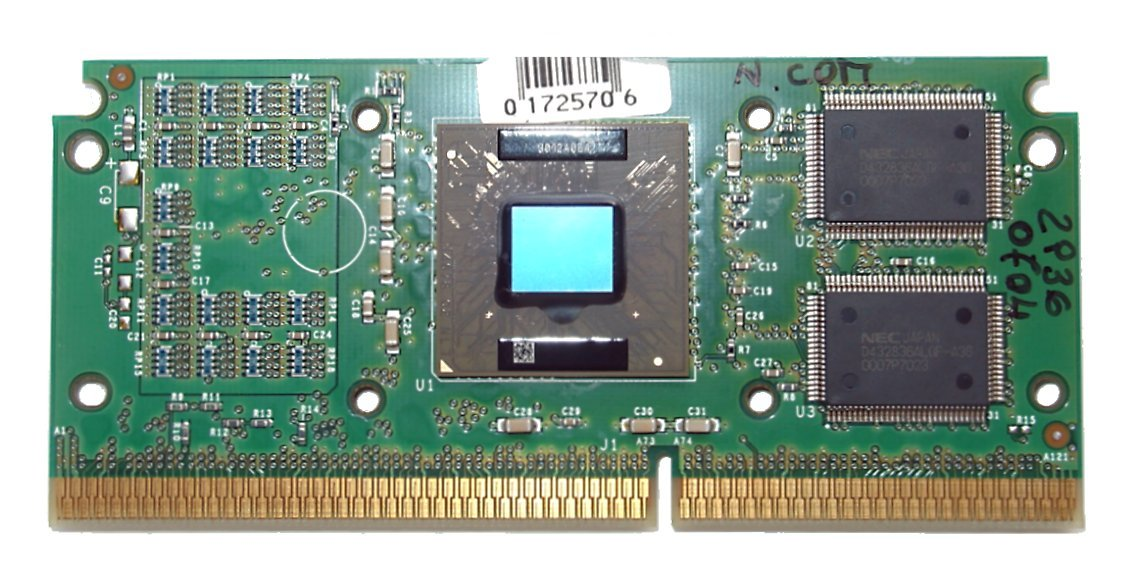
La piastra del Pentium III Katmai
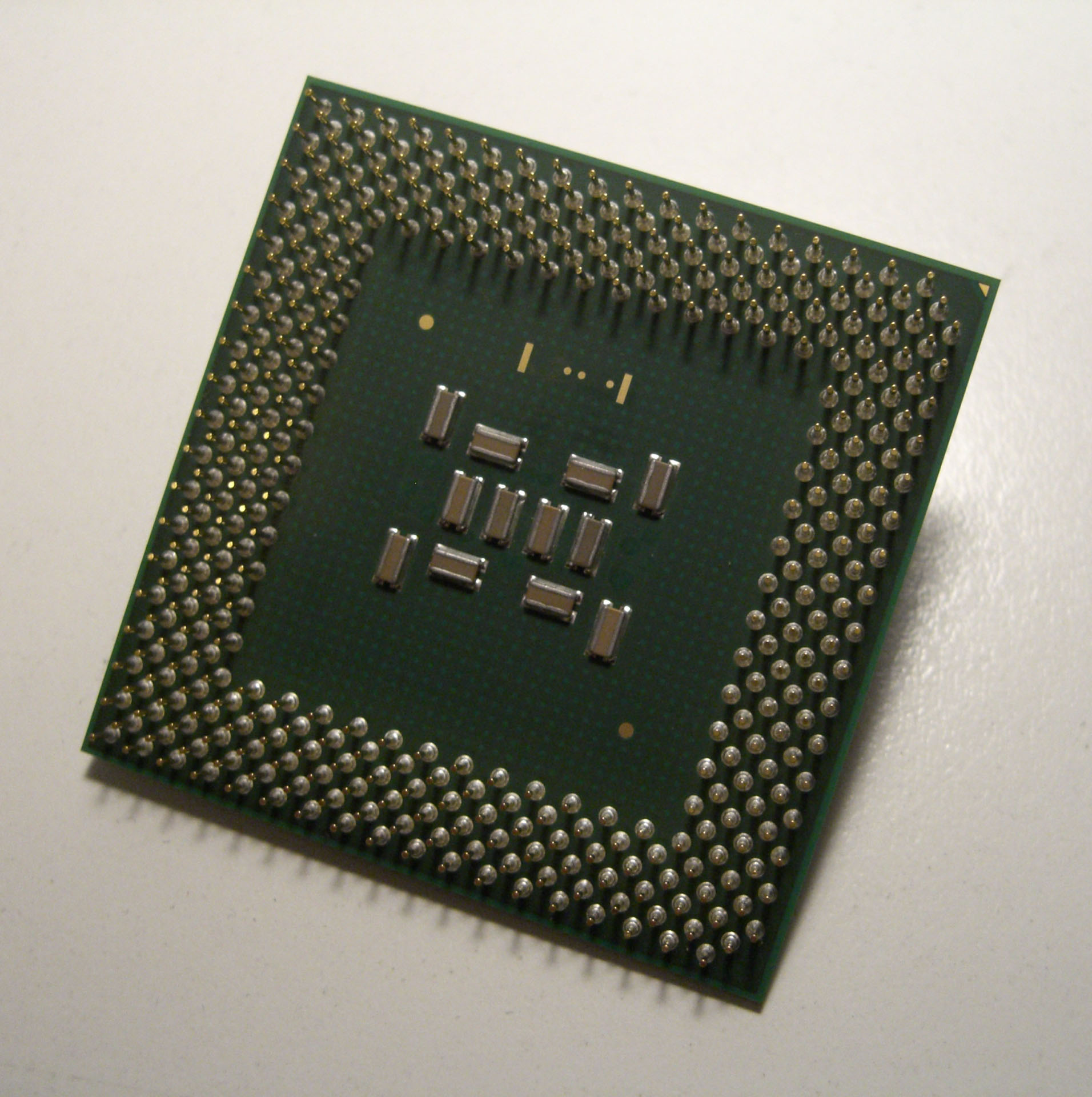
Pentium III Coppermine
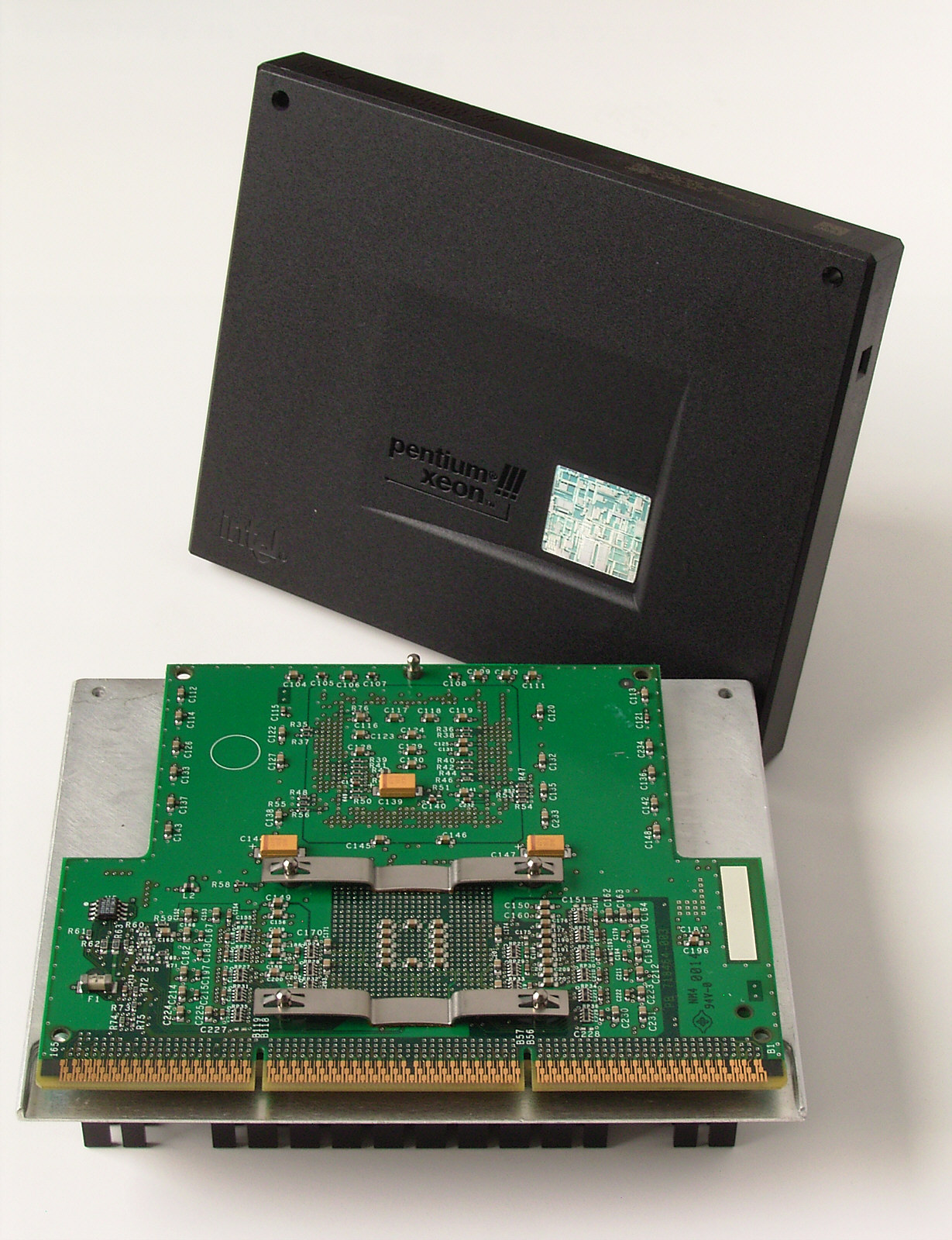
Pentium III Xeon
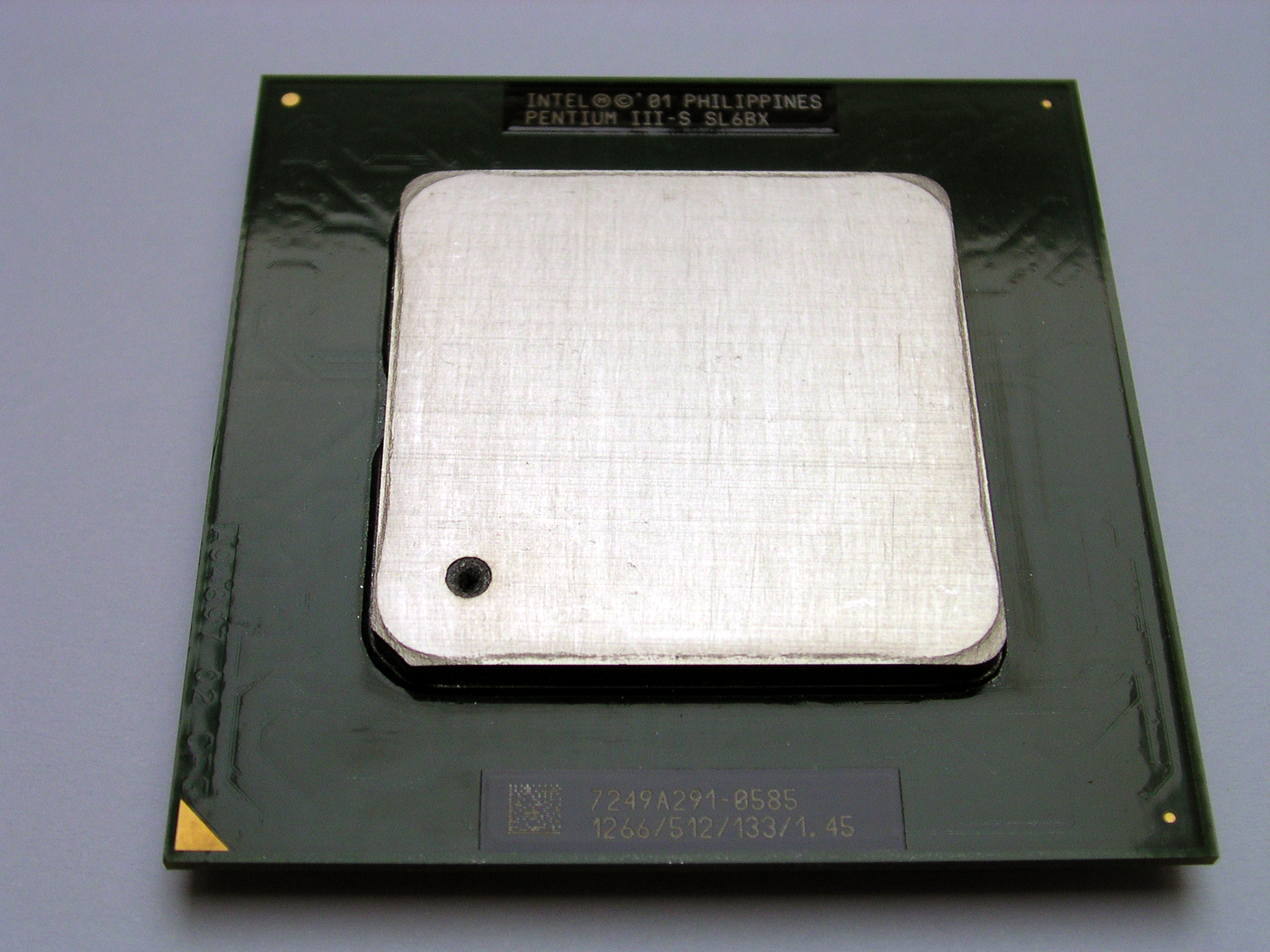
Pentium III-S Tualatin
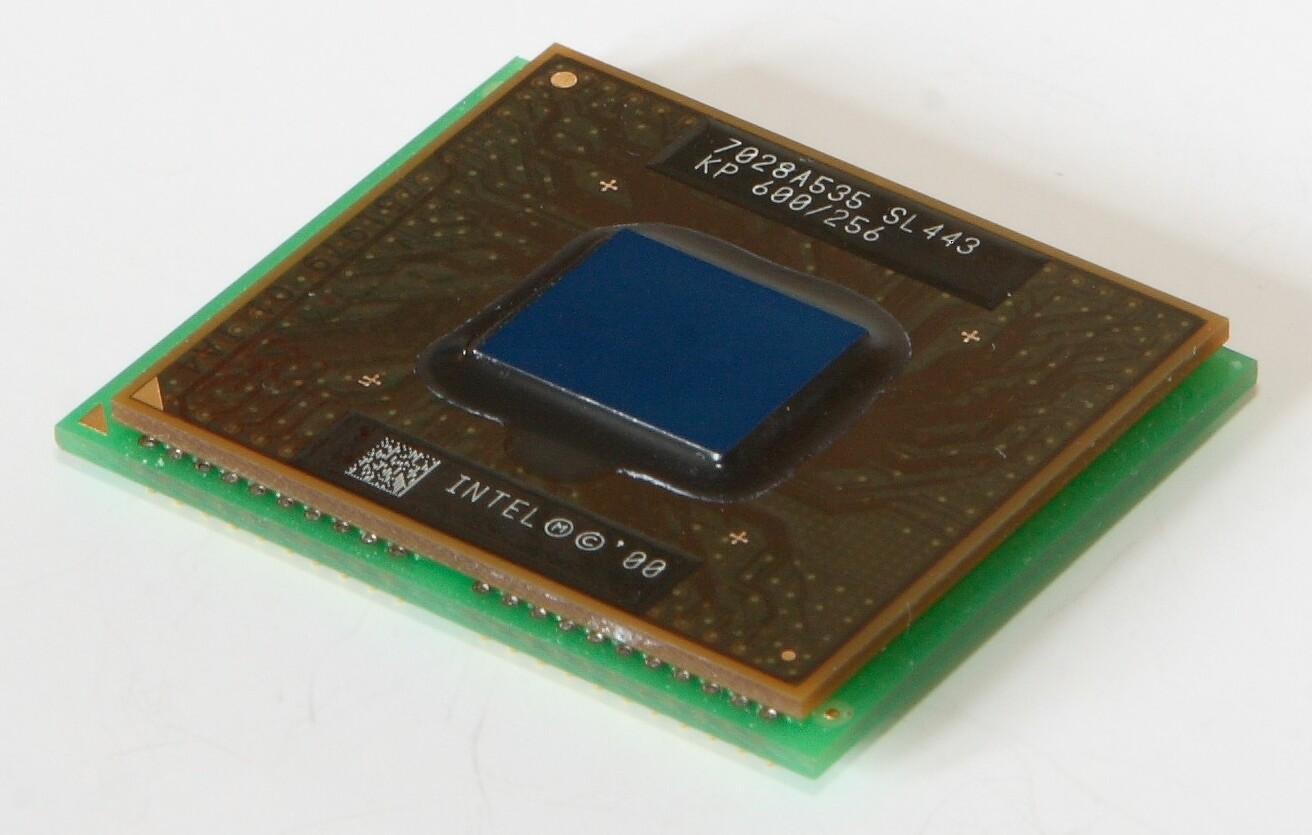
Pentium III per notebook

## Server
Il Pentium III era un processore pensato per il settore desktop, ma Intel decise di ricavarne anche una versione per il settore server che diventò di fatto il successore effettivo del Pentium II Xeon che veniva commercializzato proprio in tale settore. Tale versione venne commercializzata con il nuovo marchio "Pentium III Xeon" che fu di fatto la seconda generazione del processore Xeon, uno dei marchi più longevi nella storia del produttore statunitense.

## Controversia sulla privacy
Come accennato sopra, il Pentium III fu il primo processore a includere un numero di identificazione univoco e recuperabile via software (attraverso l'istruzione Assembly CPUID), chiamato "PSN" (acronimo di Personal Serial Number, "Numero Seriale Personale").
Il 29 novembre 1999, il Science and Technology Options Assessment Panel (STOA) del Parlamento europeo, a seguito del suo rapporto sulle tecniche di sorveglianza elettronica chiese ai membri del comitato parlamentare di considerare misure legali per prevenire l'installazione di questi chip sui computer dei cittadini europei.
Tale decisione costrinse quindi Intel alla disattivazione di tale codice, previa la possibilità da parte degli utenti di riabilitare tale funzionalità da BIOS.

## Pentium III: progenitore del Pentium M
Dall'ultima generazione del Pentium III, Intel ricavò anche una versione per il settore mobile, chiamata commercialmente Pentium III-M, grazie all'aggiunta della prima generazione della tecnologia di risparmio energetico SpeedStep, ovvero quella tecnologia che consentiva di variare dinamicamente il clock di esercizio della CPU, abbassandolo quando non era necessaria tutta la potenza elaborativa, con la conseguente diminuzione dei consumi; la tecnologia SpeedStep ebbe poi molto successo nei processori Intel e gradualmente venne introdotta in tutti i prodotti successivi, non solo quelli pensati per il settore mobile.
Sebbene Intel cercasse di sostituire rapidamente il Pentium III con il nuovo Pentium 4, lo sviluppo della sua architettura non si interruppe con la fine della sua commercializzazione; venne infatti utilizzato come base per lo sviluppo dell'architettura del primo Pentium M Banias (il processore alla base della prima generazione della piattaforma Centrino, conosciuta come Carmel) sviluppato dai centri di ricerca di Intel situati ad Haifa in Israele. Qui infatti nel 2001 era stato praticamente completato il progetto di Timna, una CPU rivoluzionaria per i tempi con un doppio controller integrato, sia per la memoria RAM, sia per la scheda video; a questo punto, però, Intel fu costretta per questioni commerciali a interromperne lo sviluppo per passare a quello di un processore specificamente pensato per l'ambito "mobile", quello che poi sarebbe appunto diventato il primo Pentium M Banias.
Avendo come riferimento i Pentium III Tualatin (in particolare quelli già ottimizzati per l'utilizzo in sistemi mobile, quindi dotati della tecnologia SpeedStep) e i Pentium 4 Willamette, gli ingegneri decisero di creare una sorta di processore "ibrido", quello che venne chiamato "Un Pentium III con il BUS del Pentium 4", in modo da poter sfruttare i vantaggi di ciascun "genitore". In realtà era appunto una revisione del Pentium III Tualatin, ottimizzata per l'ambito mobile.

## Modelli
La tabella seguente mostra i modelli di Pentium III arrivati sul mercato. Molti di questi condividono caratteristiche comuni pur essendo basati su diversi core; per questo motivo, allo scopo di rendere maggiormente evidente tali affinità e "alleggerire" la visualizzazione alcune colonne mostrano un valore comune a più righe. Di seguito anche una legenda dei termini (alcuni abbreviati) usati per l'intestazione delle colonne:
- Nome Commerciale: si intende il nome con cui è stato immesso in commercio quel particolare esemplare.
- Data: si intende la data di immissione sul mercato di quel particolare esemplare.
- Socket: lo zoccolo della scheda madre in cui viene inserito il processore. In questo caso il numero rappresenta oltre al nome anche il numero dei pin di contatto.
- Clock: la frequenza di funzionamento del processore.
- Molt.: sta per "Moltiplicatore" ovvero il fattore di moltiplicazione per il quale bisogna moltiplicare la frequenza di bus per ottenere la frequenza del processore.
- Pr.Prod.: sta per "Processo produttivo" e indica tipicamente la dimensione dei gate dei transistor (180 nm, 130 nm, 90 nm) e il numero di transistor integrati nel processore espresso in milioni.
- Voltag.: sta per "Voltaggio" e indica la tensione di alimentazione del processore.
- Watt: si intende il consumo massimo di quel particolare esemplare.
- Bus: frequenza del bus di sistema.
- Cache: dimensione delle cache di 1º e 2º livello.
- XD: sta per "XD-bit" e indica l'implementazione della tecnologia di sicurezza che evita l'esecuzione di codice malevolo sul computer.
- 64: sta per "EM64T" e indica l'implementazione della tecnologia a 64 bit di Intel.
- HT: sta per "Hyper-Threading" e indica l'implementazione della esclusiva tecnologia Intel che consente al sistema operativo di vedere 2 core logici.
- ST: sta per "SpeedStep Technology" ovvero la tecnologia di risparmio energetico sviluppata da Intel e inserita negli ultimi Pentium 4 Prescott serie 6xx per contenere il consumo massimo.
- VT: sta per "Vanderpool Technology", la tecnologia di virtualizzazione che rende possibile l'esecuzione simultanea di più sistemi operativi differenti contemporaneamente.
- Core: si intende il nome in codice del progetto alla base di quel particolare esemplare.

| Nome Commerciale        | Data        | Socket | Clock    | Molt. | Pr.Prod.        | Voltag.              | Watt | Bus     | Cache            | XD | 64 | HT | ST | VT | Core       |
| ----------------------- | ----------- | ------ | -------- | ----- | --------------- | -------------------- | ---- | ------- | ---------------- | -- | -- | -- | -- | -- | ---------- |
| Pentium III 450 MHz     | 26/feb/1999 | Slot 1 | 450 MHz  | 4,5x  | 250 nm 9,5 mil. | 2 V                  | 29 W | 100 MHz | L1=32KB L2=512KB | No | No | No | No | No | Katmai     |
| Pentium III 500 MHz     | 26/feb/1999 | Slot 1 | 500 MHz  | 5x    | 250 nm 9,5 mil. | 2 V                  | 29 W | 100 MHz | L1=32KB L2=512KB | No | No | No | No | No | Katmai     |
| Pentium III 550 MHz     | 17/mag/1999 | Slot 1 | 550 MHz  | 5,5x  | 250 nm 9,5 mil. | 2 V                  | 29 W | 100 MHz | L1=32KB L2=512KB | No | No | No | No | No | Katmai     |
| Pentium III 600 MHz     | 2/ago/1999  | Slot 1 | 600 MHz  | 6x    | 250 nm 9,5 mil. | 2 V                  | 29 W | 100 MHz | L1=32KB L2=512KB | No | No | No | No | No | Katmai     |
| Pentium III E 500 MHz   | 25/ott/1999 | 370    | 500 MHz  | 5x    | 180 nm 28 mil.  | 1,6 V 1,65 V         | 23 W | 100 MHz | L1=32KB L2=256KB | No | No | No | No | No | Coppermine |
| Pentium III E 550 MHz   | 25/ott/1999 | 370    | 550 MHz  | 5,5x  | 180 nm 28 mil.  | 1,6 V 1,65 V         | 23 W | 100 MHz | L1=32KB L2=256KB | No | No | No | No | No | Coppermine |
| Pentium III E 600 MHz   | 25/ott/1999 | 370    | 600 MHz  | 6x    | 180 nm 28 mil.  | 1,65 V 1,70 V 1,75 V | 23 W | 100 MHz | L1=32KB L2=256KB | No | No | No | No | No | Coppermine |
| Pentium III E 650 MHz   | 25/ott/1999 | 370    | 650 MHz  | 6,5x  | 180 nm 28 mil.  | 1,65 V 1,70 V 1,75 V | 23 W | 100 MHz | L1=32KB L2=256KB | No | No | No | No | No | Coppermine |
| Pentium III E 700 MHz   | 25/ott/1999 | 370    | 700 MHz  | 7x    | 180 nm 28 mil.  | 1,65 V 1,70 V 1,75 V | 23 W | 100 MHz | L1=32KB L2=256KB | No | No | No | No | No | Coppermine |
| Pentium III E 750 MHz   | N.A.        | 370    | 750 MHz  | 7,5x  | 180 nm 28 mil.  | 1,65 V 1,70 V 1,75 V | 23 W | 100 MHz | L1=32KB L2=256KB | No | No | No | No | No | Coppermine |
| Pentium III E 800 MHz   | N.A.        | 370    | 800 MHz  | 8x    | 180 nm 28 mil.  | 1,65 V 1,70 V 1,75 V | 23 W | 100 MHz | L1=32KB L2=256KB | No | No | No | No | No | Coppermine |
| Pentium III E 850 MHz   | 20/mar/2000 | 370    | 850 MHz  | 8,5x  | 180 nm 28 mil.  | 1,65 V 1,70 V 1,75 V | 23 W | 100 MHz | L1=32KB L2=256KB | No | No | No | No | No | Coppermine |
| Pentium III E 900 MHz   | N.A.        | 370    | 900 MHz  | 9x    | 180 nm 28 mil.  | 1,70 V 1,75 V        | 23 W | 100 MHz | L1=32KB L2=256KB | No | No | No | No | No | Coppermine |
| Pentium III E 1,0 GHz   | 8/mar/2000  | 370    | 1000 MHz | 10x   | 180 nm 28 mil.  | 1,75 V               | 23 W | 100 MHz | L1=32KB L2=256KB | No | No | No | No | No | Coppermine |
| Pentium III E 1,1 GHz   | 2001        | 370    | 1100 MHz | 11x   | 180 nm 28 mil.  | 1,75 V               | 23 W | 100 MHz | L1=32KB L2=256KB | No | No | No | No | No | Coppermine |
| Pentium III EB 533 MHz  | 25/ott/1999 | 370    | 533 MHz  | 4x    | 180 nm 28 mil.  | 1,65 V               | 23 W | 133 MHz | L1=32KB L2=256KB | No | No | No | No | No | Coppermine |
| Pentium III EB 600 MHz  | 25/ott/1999 | 370    | 600 MHz  | 4,5x  | 180 nm 28 mil.  | 1,65 V 1,70 V 1,75 V | 23 W | 133 MHz | L1=32KB L2=256KB | No | No | No | No | No | Coppermine |
| Pentium III EB 667 MHz  | 25/ott/1999 | 370    | 667 MHz  | 5x    | 180 nm 28 mil.  | 1,65 V 1,70 V 1,75 V | 23 W | 133 MHz | L1=32KB L2=256KB | No | No | No | No | No | Coppermine |
| Pentium III EB 733 MHz  | 25/ott/1999 | 370    | 733 MHz  | 5,5x  | 180 nm 28 mil.  | 1,65 V 1,70 V 1,75 V | 23 W | 133 MHz | L1=32KB L2=256KB | No | No | No | No | No | Coppermine |
| Pentium III EB 800 MHz  | N.A.        | 370    | 800 MHz  | 6x    | 180 nm 28 mil.  | 1,65 V 1,70 V 1,75 V | 23 W | 133 MHz | L1=32KB L2=256KB | No | No | No | No | No | Coppermine |
| Pentium III EB 866 MHz  | 20/mar/2000 | 370    | 866 MHz  | 6,5x  | 180 nm 28 mil.  | 1,65 V 1,70 V 1,75 V | 23 W | 133 MHz | L1=32KB L2=256KB | No | No | No | No | No | Coppermine |
| Pentium III EB 933 MHz  | 24/mag/2000 | 370    | 933 MHz  | 7x    | 180 nm 28 mil.  | 1,65 V 1,70 V 1,75 V | 23 W | 133 MHz | L1=32KB L2=256KB | No | No | No | No | No | Coppermine |
| Pentium III EB 1,0 GHz  | N.A.        | 370    | 1000 MHz | 7,5x  | 180 nm 28 mil.  | 1,70 V 1,75 V        | 23 W | 133 MHz | L1=32KB L2=256KB | No | No | No | No | No | Coppermine |
| Pentium III EB 1,13 GHz | 2001        | 370    | 1133 MHz | 8,5x  | 180 nm 28 mil.  | 1,75 V               | 23 W | 133 MHz | L1=32KB L2=256KB | No | No | No | No | No | Coppermine |
| Pentium III 1,0 GHz     | N.A.        | 370    | 1000 MHz | 7,5x  | 130 nm 28 mil.  | 1,47 V               | 30 W | 133 MHz | L1=32KB L2=256KB | No | No | No | No | No | Tualatin   |
| Pentium III 1,13 GHz    | lug/2001    | 370    | 1133 MHz | 8,5x  | 130 nm 28 mil.  | 1,47 V               | 30 W | 133 MHz | L1=32KB L2=256KB | No | No | No | No | No | Tualatin   |
| Pentium III 1,2 GHz     | N.A.        | 370    | 1200 MHz | 9x    | 130 nm 28 mil.  | 1,47 V               | 30 W | 133 MHz | L1=32KB L2=256KB | No | No | No | No | No | Tualatin   |
| Pentium III 1,33 GHz    | N.A.        | 370    | 1333 MHz | 10x   | 130 nm 28 mil.  | 1,47 V               | 30 W | 133 MHz | L1=32KB L2=256KB | No | No | No | No | No | Tualatin   |
| Pentium III 1,4 GHz     | N.A.        | 370    | 1400 MHz | 10,5x | 130 nm 28 mil.  | 1,47 V               | 30 W | 133 MHz | L1=32KB L2=256KB | No | No | No | No | No | Tualatin   |
| Pentium III-S 1,13 GHz  | N.A.        | 370    | 1133 MHz | 8,5x  | 130 nm 46 mil.  | 1,45 V               | 28 W | 133 MHz | L1=32KB L2=512KB | No | No | No | No | No | Tualatin   |
| Pentium III-S 1,26 GHz  | N.A.        | 370    | 1266 MHz | 9,5x  | 130 nm 46 mil.  | 1,45 V               | 28 W | 133 MHz | L1=32KB L2=512KB | No | No | No | No | No | Tualatin   |
| Pentium III-S 1,4 GHz   | N.A.        | 370    | 1400 MHz | 10,5x | 130 nm 46 mil.  | 1,45 V               | 28 W | 133 MHz | L1=32KB L2=512KB | No | No | No | No | No | Tualatin   |

## Il successore
Il Pentium III fu sostituito dal Pentium 4 Willamette, lanciato nel novembre 2000 e basato sulla nuova architettura NetBurst che era decisamente orientata ad un rapido aumento di clock soprattutto in virtù della lunga pipeline da 20 stadi ed era per questo motivo che i primi Pentium 4 erano più lenti dei Pentium III a parità di clock; lo scopo di tale architettura era infatti quello di raggiungere in breve tempo frequenze di funzionamento inavvicinabili da parte del progetto Pentium III. Nel nuovo processore anche il BUS era innovativo, sempre a 100 MHz, ma quad pumped ovvero in grado di trasmettere 4 bit simultaneamente ed è per questo motivo che veniva tradizionalmente indicato come a 400 MHz.